# Karibiska legionen
Karibiska legionen är en grupp reformistiska latinamerikanska politiker som planerade att störta diktaturer i Dominikanska republiken, Venezuela, Nicaragua, och Costa Rica. En analys från Central Intelligence Agency 1949 beskrev den Karibiska legionen som en "destabiliserande styrka".

## Framträdande medlemmar
Medlemmar av den Karibiska legionen inkluderar Fidel Castro, Rolando Masferrer, Jose Figueres och Rosendo Argüello Ramirez